# Ulf Bernitz
Ulf Bernhard Bernitz, född 28 februari 1936 i Stockholm, död 23 juli 2022 i Stockholm, var professor i europeisk integrationsrätt vid Stockholms universitet.
Ulf Bernitz avlade jur.kand.-examen vid Stockholms högskola 1959 och blev efter tingsmeritering 1960–1962 utnämnd till fiskal i Svea hovrätt 1963. Samma år blev han Master of Comparative Jurisprudence i New York. Han blev jur.lic. vid Stockholms universitet 1966 och disputerade 1969 på avhandlingen Marknadsrätt: en komparativ studie av marknadslagstiftningens utveckling och huvudlinjer. Samma år blev han docent i civilrätt och anställdes som biträdande professor vid Stockholms universitet. Bernitz blev professor i civilrätt 1975, professor i civilrätt, särskilt konsument- och marknadsrätt 1980 och professor i europeisk integrationsrätt 1993, allt vid Stockholms universitet. År 2000 blev han visiting professor vid King’s College i London.
Han invaldes som utländsk ledamot av Finska Vetenskapsakademien 1988 och som ledamot av Det Norske Videnskaps-Akademi 1995. Bernitz är begravd på Katolska kyrkogården i Stockholm.